# Nanami Hirosi
Nanami Hirosi (Fudzsieda, 1972. november 28. –) japán válogatott labdarúgó, edző.
A japán válogatott tagjaként részt vett az 1998-as világbajnokságon.

## Statisztika
| Japán válogatott | Japán válogatott | Japán válogatott |
| Időszak          | Mérk.            | gól              |
| ---------------- | ---------------- | ---------------- |
| 1995             | 2                | 2                |
| 1996             | 13               | 1                |
| 1997             | 21               | 3                |
| 1998             | 11               | 0                |
| 1999             | 6                | 0                |
| 2000             | 12               | 3                |
| 2001             | 2                | 0                |
| Összesen         | 67               | 9                |

### Edzői statisztika
| Csapat       | Nemzet   | –tól     | –ig      | Mérkőzések | Mérkőzések | Mérkőzések | Mérkőzések | Mérkőzések |
| Csapat       | Nemzet   | –tól     | –ig      | M          | Gy         | V          | D          | Gy %       |
| ------------ | -------- | -------- | -------- | ---------- | ---------- | ---------- | ---------- | ---------- |
| Júbilo Ivata | Japán    | 2014     | 2019     | 170        | 63         | 53         | 54         | 37,1       |
| Összesen     | Összesen | Összesen | Összesen | 170        | 63         | 53         | 54         | 37,1       |